# Provincia de Congo Central
Congo Central (en francés: Kongo Central), anteriormente Bajo Congo, es una de las veintiséis provincias de la República Democrática del Congo de acuerdo con la Constitución de 2005. Su capital es Matadi.
Es la única provincia de la República Democrática del Congo con salida al océano Atlántico. Este país tan sólo posee un 0,3 de costa, convirtiéndolo en el estado con menos litoral del mundo.

## Historia

La provincia antes de 2015.

En el momento de la independencia, el área que ahora abarca Congo Central era parte de la provincia más grande de Léopoldville, junto con la ciudad capital de Kinsasa y los distritos de Kwango, Kwilu y Mai-Ndombe. Bajo el dominio colonial belga, la provincia era conocida como Bajo Congo (en francés: Bas-Congo, significando "bajo río Congo") y pasó a llamarse Congo Central después de la independencia.
Bajo el régimen de Mobutu Sese Seko de 1965 a 1997, el río Congo pasó a llamarse Zaire. La provincia entonces fue nombrada como Bajo Zaire (en francés: Bas-Zaïre). El nombre se volvió más tarde a Bajo Congo. Posteriormente fue renombrado como Congo Central en 2015.

## Geografía

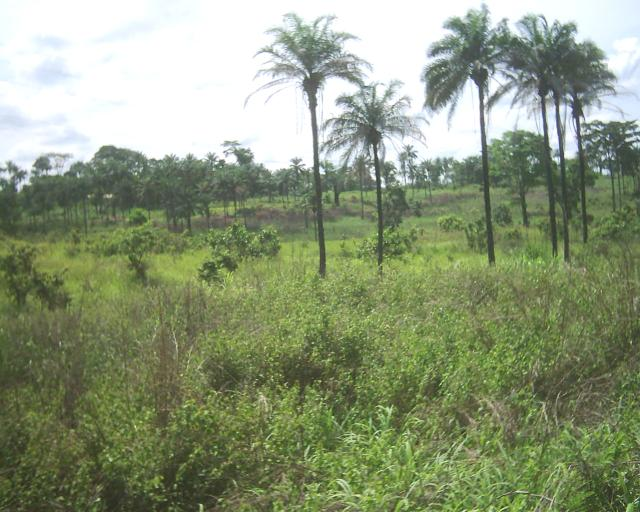
Paisaje de Congo Central.

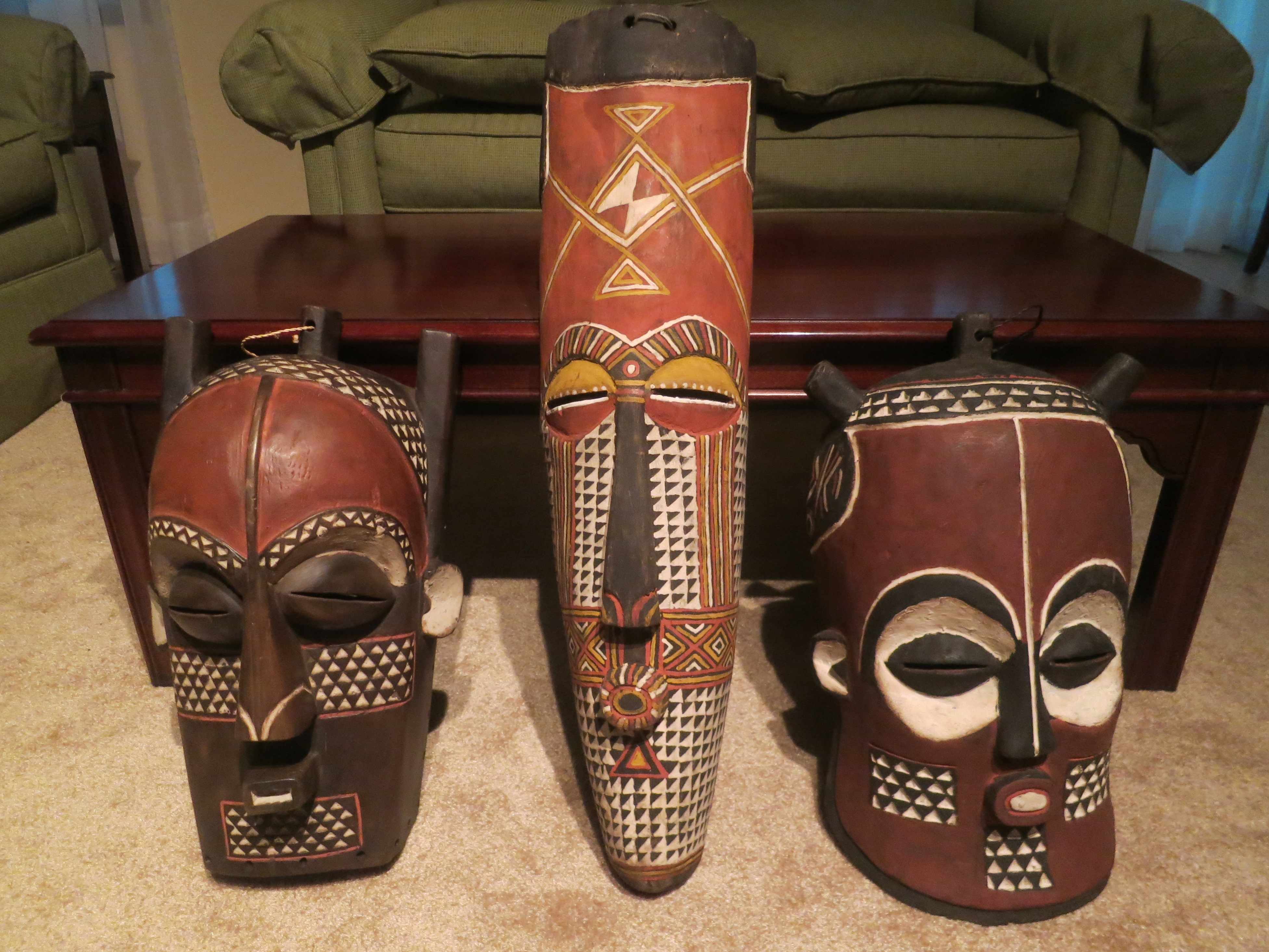
Máscaras vudú bakongo de la región central Kongo

Congo Central es la única provincia del país con una costa oceánica; Tiene una fachada estrecha en el océano Atlántico. Limita con las provincias de Kinsasa al noreste, Kwango al este y la República de Angola al sur, así como la República del Congo y Cabinda al norte.
En esta provincia se encuentra el importante accidente geográfico de las cataratas Livingstone, un tramo de cataratas y cascadas, con una longitud de 350 km y un desnivel de 260 m, que impiden la navegación del curso inferior del río Congo.

## Divisiones administrativas
La capital provincial es Matadi. La otra única ciudad oficial es Boma. El resto de la provincia se divide en los distritos de Bas-Fleuve, Cataratas y Mai-Ndombe. Las localidades más pobladas en 2010 eran:
| Nombre        | Distrito                  | Territorio                  | Pop. 2010 | Coordenadas                                 |
| ------------- | ------------------------- | --------------------------- | --------- | ------------------------------------------- |
| Boma          | -                         | -                           | 167 326   | 5°51′S 13°03′E / -5.85, 13.05               |
| Inga          | Distrito de Bas-Fleuve    | Territorio de Tshela        | 10 417    | 5°39′S 13°39′E / -5.65, 13.65               |
| Inkisi        | Distrito de Lukaya        | Territorio de Kasangulu     | 77 797    | 5°08′S 15°04′E / -5.13, 15.07               |
| Kasangulu     | Distrito de Lukaya        | Territorio de Kasangulu     | 30 724    | 4°35′S 15°11′E / -4.58, 15.18               |
| Kimpese       | Distrito de las Cataratas | Territorio de Songololo     | 53 660    | 5°33′S 14°26′E / -5.55, 14.43               |
| Kimvula       | Distrito de Lukaya        | Territorio de Kimvula       |           | 5°43′03″S 15°57′44″E / -5.717412, 15.962191 |
| Kinzau-Mvuete | Distrito de Bas-Fleuve    | Territorio de Tshela        | 17 870    | 5°29′S 13°17′E / -5.48, 13.28               |
| Lukula        | Distrito de Bas-Fleuve    | Territorio de Lukula        | 31 394    | 5°23′S 12°57′E / -5.38, 12.95               |
| Luozi         | Distrito de Cataratas     | Territorio de Luozi         | 13 258    | 4°57′S 14°08′E / -4.95, 14.13               |
| Madimba       | Distrito de Lukaya        | Territorio de Madimba       |           | 4°58′48″S 15°08′46″E / -4.980084, 15.14622  |
| Matadi        | -                         | -                           | 291 338   | 5°49′S 13°29′E / -5.82, 13.48               |
| Mbanza-Ngungu | Distrito de Cataratas     | Territorio de Mbanza-Ngungu | 97 037    | 5°15′S 14°52′E / -5.25, 14.86               |
| Muanda        | -                         | Territorio de Muanda        | 86 896    | 5°56′S 12°21′E / -5.93, 12.35               |
| Seke-Banza    | Distrito de Bas-Fleuve    | Territorio de Seke-Banza    | 6015      | 5°20′S 13°16′E / -5.33, 13.27               |
| Songololo     | Distrito de Cataratas     | Territorio de Songololo     | 12 382    | 5°42′S 14°02′E / -5.70, 14.03               |
| Tshela        | Distrito de Bas-Fleuve    | Territorio de Tshela        | 45 588    | 4°58′0″S 12°56′0″E / -4.96667, 12.93333     |